# 딱따기
딱따기(Gonista bicolor)는 메뚜기과의 곤충이다. 25mm~45mm이고, 벼과 식물이 많은 산이나 들판에 서식한다. 방아깨비에 비해 몸이 작고 뒷다리가 짧다. 그리고 머리와 앞가슴등판이 거의 편평하다.
1. ↑  국립생물자원관. “딱따기”. 《한반도의 생물다양성》. 대한민국 환경부.